# Paulo André
Paulo André Cren Benini (ur. 20 sierpnia 1983 w Campinas) – brazylijski piłkarz grający na pozycji obrońcy. Posiada także włoski paszport.
Wraz z SC Corinthians Paulista zdobył mistrzostwo Brazylii (2011) i klubowe mistrzostwo świata (2012), a także wygrał rozgrywki Copa Libertadores (2012) oraz Recopa Sudamericana (2013).

## Statystyki
| Rozgrywki            | Kraj     | Mecze | Bramki |
| -------------------- | -------- | ----- | ------ |
| Série A              | Brazylia | 231   | 11     |
| Ligue 1              | Francja  | 36    | 2      |
| Chinese Super League | Chiny    | 23    | 0      |